# 백조의 호수
《백조의 호수》(러시아어: Лебединое озеро)는 러시아의 표트르 일리치 차이콥스키가 작곡한 발레 음악이자 이 음악에 맞춰 공연되는 발레 작품이다. 초연 때는 연출이나 무대 장치가 서툴렀기 때문에 호응을 얻지 못했으나, 차이콥스키의 음악과 마리우스 프티파, 레프 이바노브의 개작으로 처음으로 그 진가가 인정되고, 고전 발레를 대표하는 작품으로서 각국에서 상연되기에 이르렀다. 시나리오는 독일 전래 동화를 기반으로 하여, 악한 마법사의 저주에 걸려 백조로 변한 오데트 공주에 대한 이야기이다. 전체에 넘쳐흐르는 감미로운 선율은 오데트 공주의 슬픈 운명을 묘사하였고, 또한 제3막의 궁정 무도회의 성격(character) 무용에서는 민족적 리듬을 지닌 소곡을 차례로 전개한다. 오데트 공주의 주제 음악은 특히 유명하다. 관습적으로 오데트 공주를 연기하는 프리마 발레리나는 지그프리드 왕자를 유혹하는 흑조 오딜도 동시에 연기한다.

## 줄거리

### 제1막
지그프리드 왕자는 교사, 친구, 신민과 함께 그의 생일을 축하한다. 여흥은 왕자의 자유로운 생활을 걱정하는 지그프리드의 어머니인 여왕에 의해 곧 방해받고 만다. 여왕은 다음 저녁에 열리는 왕실 무도회에서 신부를 정해야 한다고 당부하지만, 왕자는 사랑을 위해 결혼할 수 없다는 것에 화가 난다. 왕자의 친구인 벤노와 교사는 왕자의 기분을 풀어 주려 한다.  저녁이 드리워질 때 벤노는 백조 무리가 머리 위로 지나가는 것을 보고 사냥을 가자고 제안한다. 왕자와 친구들은 석궁을 들고 백조를 쫓기 위해 떠난다.

### 제2막

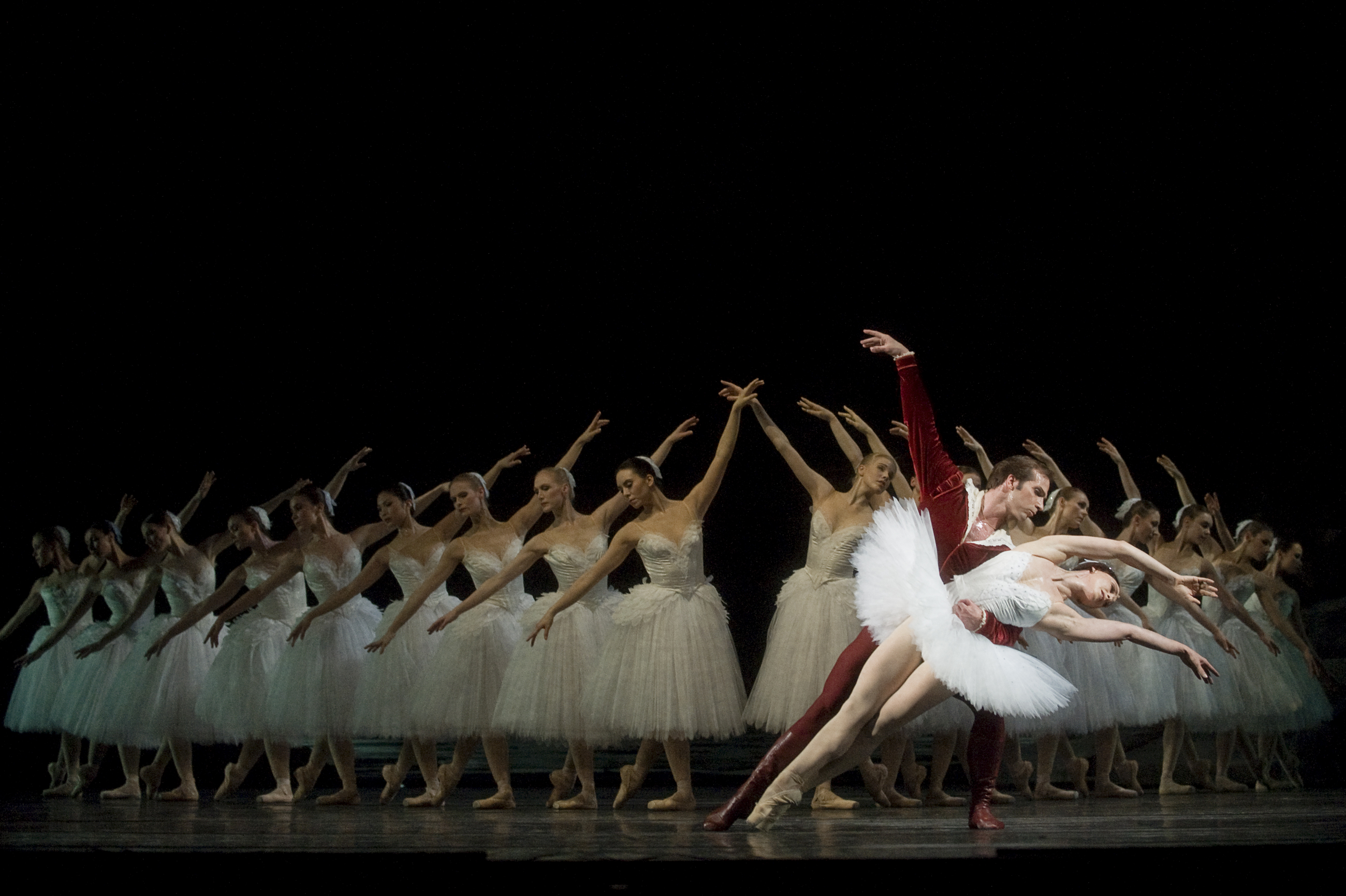
2008년의 백조의 호수

지그프리드 왕자는 친구들과 떨어진다. 왕자가 호수 옆 빈터에 다다랐을 때 백조 무리가 근처에 앉는다. 왕자는 백조를 향해 석궁을 겨누지만 백조 무리 중 한 마리가 아름다운 아가씨 오데트로 변신하는 것을 보자 얼어붙고 만다. 오데트는 처음에 지그프리드에게 겁을 먹지만, 왕자가 그녀를 해치지 않겠다고 약속하자 자신이 백조의 여왕 오데트라고 말한다. 오데트와 다른 백조들은 부엉이 같이 생긴 사악한 마법사 로트바르트의 저주의 희생자였다. 낮 동안 그들은 백조로 변하고, 밤에만 오데트의 어머니의 눈물로 만들어진 마법의 호수 옆에서 인간의 형상으로 돌아온다. 저주는 오직 사랑을 하지 않았던 사람이 오데트를 영원히 사랑할 것을 맹세했을 때만 깨질 수 있다. 로트바르트가 갑자기 나타나자 왕자는 그를 죽이겠다고 하지만 로트바르트는 저주가 깨지기 전에 죽으면 저주는 되돌릴 수 없다고 호소한다. 로트바르트가 사라지자 백조들이 빈터를 매운다. 지그프리드는 석궁을 부수고 오데트의 신뢰를 얻기 시작한다. 그러나 아침이 되었을 때 사악한 저주는 오데트와 그녀의 시종들을 호수로 끌고가고, 그녀들은 다시 백조가 된다.

### 제3막
무도회를 위해 왕궁에 손님들이 도착한다. 여왕이 왕자가 신부로 선택하길 바라는 여섯 명의 공주가 왕자에게 소개된다. 그 때 로트바르트가 인간으로 변장하고 오데트와 똑같이 변신한 딸 오딜과 함께 나타난다. 공주들은 왕자의 관심을 끌기 위해 춤을 추지만 오딜을 오데트로 착각한 지그프리드 왕자는 오직 오딜만 바라보고 오딜하고만 춤을 춘다. 오데트는 환영으로 나타나 지그프리드에게 속고 있음을 경고하려고 한다. 그러나 지그프리드는 그만 오딜을 아내로 삼겠다고 맹세하고 만다. 로트바르트는 지그프리드에게 오데트의 환영을 보여주고 왕자는 실수를 깨닫는다. 지그프리드는 호수로 급히 돌아가게 된다.

### 제4막
오데트는 지그프리드의 배신에 깊은 충격을 받는다. 백조들은 그녀를 안심시키려 하지만 오데트는 죽음을 결심한다. 지그프리드 왕자는 호수로 돌아와 오데트를 찾는다. 왕자는 오데트에게 진심으로 사과하고, 오데트는 그를 용서한다. 로트바르트가 나타나 지그프리드는 오딜과 결혼하겠다는 약속을 지켜야 한다고 주장하며, 오데트는 영원히 백조가 될 것이라고 말한다. 왕자는 차라리 오데트 옆에서 죽는 것을 택하고 둘은 호수로 뛰어든다. 이로 인해 로트바르트의 저주는 깨지고, 로트바르트는 힘을 잃고 죽는다. 백조 아가씨들은 지그프리드와 오데트가 사랑으로 하나가 되어 함께 천국으로 올라가는 모습을 본다.  

## 쓰임
백조의 호수는 피겨스케이팅, 리듬체조 등 프로그램 음악으로도 많이 쓰이며 발레의 명곡으로 많은 사람들의 사랑을 받고 있다.